# Новобратский, Лев Ильич
Лев Ильич Новобратский (1907 — 1980) — начальник 2-го отдела 1-го главного управления МВД СССР, генерал-майор (1945).

## Биография
Родился в семье ломового извозчика. В органах государственной безопасности с 1921. Член ВКП(б) с 1928. Окончил 2 курса Института востоковедения в 1933 и экстерном Московский юридический институт в 1950. В конце 1930-х работал заместителем начальника 3-го (контрразведывательного) отдела НКВД СССР. В 1943 начальник 6-го отдела 2-го управления НКГБ СССР. В апреле-июле 1953 начальник 2-го отдела 1-го главного управления МВД СССР. Затем в распоряжении управления кадров МВД СССР. Уволен в феврале 1954 по сокращению штатов.

## Звания
- комиссар государственной безопасности (20 сентября 1943);
- генерал-майор (9 июля 1945).[2]